# Parafia Wniebowzięcia Najświętszej Maryi Panny w Radzionkowie
Parafia Wniebowzięcia Najświętszej Maryi Panny w Radzionkowie-Rojcy – rzymskokatolicka parafia znajdująca się w Radzionkowie, w dzielnicy Rojca. Parafia należy do dekanatu Piekary Śląskie i archidiecezji katowickiej.

## Historia parafii

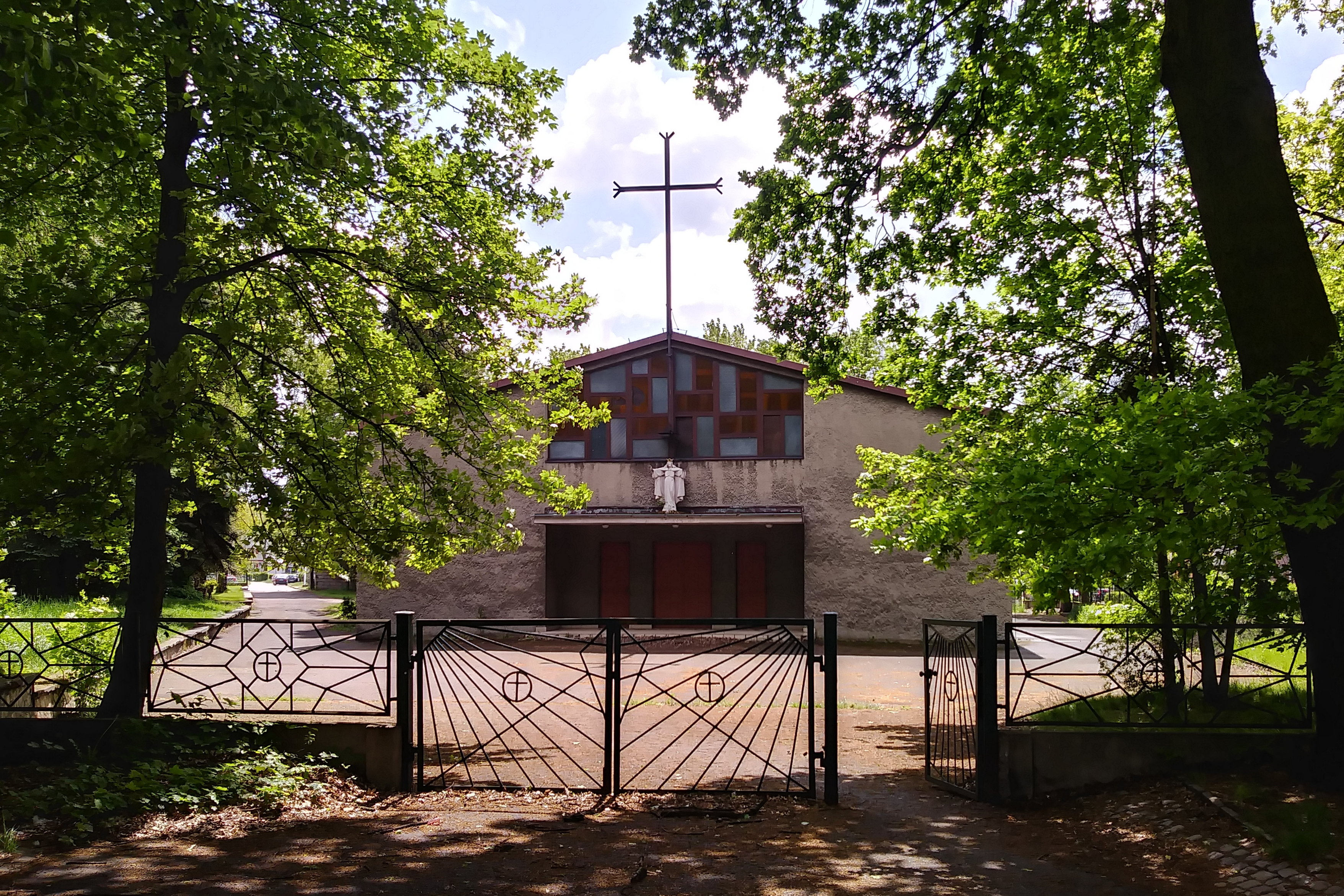
Stary kościół (2020)

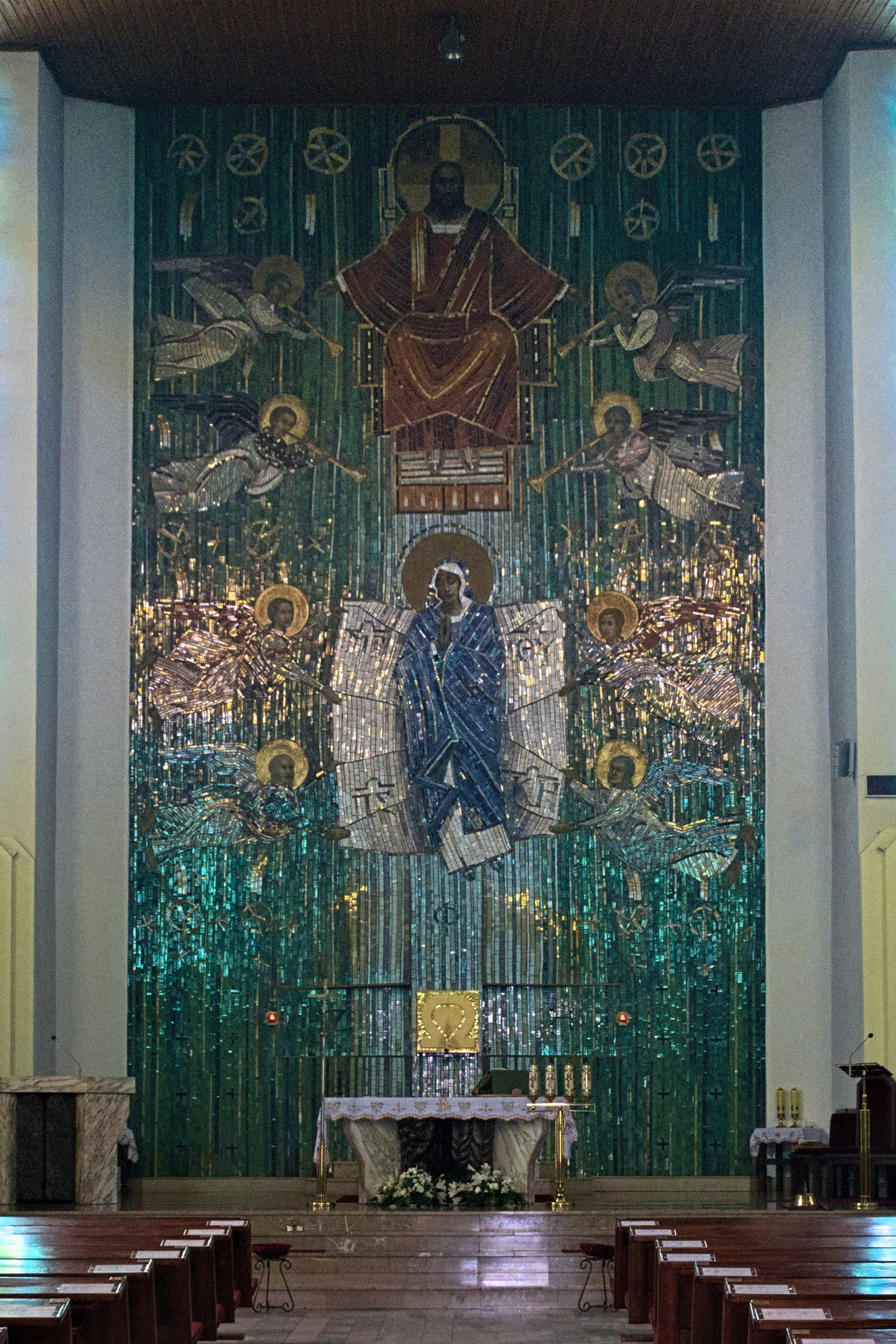
Ołtarz kościoła w Rojcy, za nim mozaika przedstawiająca wniebowzięcie Najświętszej Maryi Panny (2019)

Parafia w Rojcy powstała 25 grudnia 1934 r., najpierw jako lokalia, należąca jeszcze do parafii św. Wojciecha w Radzionkowie, potem jako samodzielna parafia. Geneza tej parafii sięga 1326 r. Posiadała ona prawdopodobnie drewniany kościół, który uległ zniszczeniu, dlatego też w 1473 r. zaczęto budować nowy kościół. Jednak parafia zaczęła rozrastać się, wybudowano następny kościół neogotycki, do którego należeli wierni zamieszkujący następujące gminy: Radzionków, Piekary Rudne, Kozłowa Góra, Sucha Góra, Orzech, Buchacz, Rojca, Vitor. Z powodu wciąż rozwijającego się przemysłu w 1913 roku zostało zorganizowane pierwsze zebranie w sprawie budowy nowego kościoła w Rojcy. Ówczesny proboszcz z Radzionkowa – ks. Konietzko wysłał list informujący do generalnego dyrektora hrabiego Henckla von Donnersmarcka, w którym przedstawił wszystkie argumenty za budową nowego kościoła na terenie Rojcy. Hrabia objął patronat budowy nowego kościoła i ofiarował teren pod jego budowę. Po wybuchu I wojny światowej prace ustały; hrabia umarł, ale w spadku zostawił pieniądze na budowę nowego kościoła. Dopiero po czterech latach od powstania diecezji katowickiej (1929) nowy proboszcz parafii św. Wojciecha w Radzionkowie ks. dr Knosalla, poprosił biskupa Arkadiusza Lisieckiego o pozwolenie na budowę nowego kościoła w Rojcy, prośbę motywując tym, że plan budowy był już od blisko 20 lat czeka na realizację, a parafianie są chętni do pomocy w budowie.

## Budowa nowego kościoła
20 października 1934 r. kuria biskupia zezwoliła na budowę kościoła przy ulicy Hugona i na poświęcenia kamienia węgielnego. Poświęcenie świątyni tymczasowej odbyło się 5 listopada 1934 r. Proboszczem został mianowany ks. Edward Pawlak. Następnie wybudowano nowy cmentarz, który został w 1936 r. poświęcony. W dniu 22 października 1944 r. poświęcono parafię Niepokalanemu Sercu Najświętszej Maryi Pannie. 1 listopada 1982 r. kościół został podpalony. Siedem tygodni po spaleniu powstał nowy kościół murowany, poświęcony przez bpa Kurpasa, jednak parafianie budowali w tym samym czasie już drugi dwustopniowy kościół.  Projektantami odbudowanego kościoła, jak i nowego dwukondygnacyjnego kościoła z zapleczem katechetycznym byli inż. Zygmunt i J. Winniccy, a konstruktorem inż. Franciszek Klimek. Projekt wystroju wnętrza kościoła opracowali artyści plastycy Stanisław Kluska, Jacek Sarapata i inż. Zygmunt Winnicki. Wystrój wnętrza dolnego kościoła zaprojektowała Sylwia Potempa. Poświęcenia nowego kościoła dokonał 11 grudnia 1993 r. arcybiskup Damian Zimoń.

## Proboszczowie
- ks. Edward Pawlak (1934-1950)
- ks. Stefan Lesik (1942) (w zastępstwie w czasie uwięzienia ks. Edwarda Pawlaka)
- ks. Alojzy Pyrsz (1943-1946) (w zastępstwie w czasie uwięzienia ks. Edwarda Pawlaka)
- ks. Karol Drzyzga (1957-1962)
- ks. Karol Nawa (1962-1987)
- ks. Wiktor Sopora (1987-2006)
- ks. Marek Wachowiak (2006- 2008)
- ks. Eugeniusz Krawczyk (od 2008)